# Spy (film)
Pour les articles homonymes, voir Spy.
Pour plus de détails, voir Fiche technique et Distribution.
Spy, ou Espionne au Québec, est une comédie d’action américaine écrite et réalisée par Paul Feig, sortie en 2015.

## Synopsis
Modeste et discrète analyste quadragénaire de la CIA, Susan Cooper assiste à distance l'agent de terrain Bradley Fine lors de ses missions. Au cours d'une de ses missions, Fine tue accidentellement le marchand d'armes Tihomir Boyanov après avoir éternué pendant une confrontation avec ce dernier afin de trouver l'emplacement d'une valise contenant une arme nucléaire. Susan découvre que la fille de Boyanov, Rayna, a contacté Sergio De Luca, courtier soupçonné d'avoir des liens avec divers groupes terroristes. Fine infiltre la maison de Rayna, mais est désarmé par la jeune femme, qui n'hésite pas à abattre l'agent, sous les yeux de Susan via la caméra oculaire en ligne de Fine. Rayna révèle qu'elle connaît les identités d'agents infiltrés, notamment Karen Walker et Rick Ford.
Se fiant à l'idée que Rayna ne la connaît pas, Susan se porte volontaire pour la suivre auprès de sa chef, Elaine Crocker, qui se résout à accepter car connaissant ses aptitudes quand elle était stagiaire dix ans auparavant. Dégoûté, Ford, d'un tempérament macho, démissionne. Avec l'aide de sa meilleure amie, Nancy, également analyste, Susan se rend sur les lieux de sa mission à Paris où elle séjourne sous une fausse identité dans un hôtel miteux. Elle a la désagréable surprise de voir Ford se présenter dans sa chambre et lui affirmer que son inexpérience va compromettre la mission, tandis que celui-ci prétend faussement avoir survécu à de multiples situations risquées et les avoir brillamment déjouées pour impressionner Susan, qui ne croit cependant pas à ses dires. Le lendemain, cette dernière découvre que le bureau de De Luca a brûlé et découvre sur une photo la présence d'un homme près des lieux de l'incendie. Dans un café, Susan voit Ford apparaître de nouveau, ce qui entraîne une nouvelle dispute entre les deux, ce dernier, toujours aussi condescendant, ne cesse de chercher à dévaloriser Susan, avant de repartir à nouveau. Susan voit l'homme de la photo suivre Ford et changer son sac à dos avec un autre sac piégé par une bombe pendant qu'il est distrait. Elle parvient à prévenir à temps Ford du danger pendant un concert en plein air de Verka Serduchka et poursuit l'homme jusque dans un bâtiment abandonné où une bagarre s'ensuit au cours duquel elle parvient à le neutraliser en le tuant. Grâce à l'appareil photo numérique de l'homme, Susan découvre que De Luca va se rendre à Rome.
Là-bas, Susan fait connaissance avec Aldo, son contact un peu cavalier. Elle suit De Luca dans un casino où elle y retrouve brièvement Ford - qui fait preuve d'ingratitude et continue de la critiquer alors qu'elle l'a pourtant secouru à Paris - puis elle sauve la vie de Rayna, qui se trouve également sur les lieux, d'une tentative d'empoisonnement. Rayna amène Susan dans son entourage et la convie à la suivre dans son jet privé pour Budapest. En plein milieu du vol, un steward menace Rayna de son arme, mais Susan parvient à le neutraliser, ce qui provoque de la suspicion chez Rayna, qui pense qu'elle est un agent de la CIA et qui l'avait préalablement droguée et fouillé ses affaires. Susan parvient à la convaincre qu'elle est en réalité la garde du corps engagée par son père pour la protéger et qu'elle lui est indispensable, Rayna ne sachant pas piloter seule un avion si jamais elle décidait de l'abattre.
À Budapest, Susan retrouve Nancy, qui a été envoyée par Crocker et parvient à déjouer une attaque en poursuivant le tireur, qui s'avère être Karen. Cette dernière est celle qui a vendu à Rayna le nom des agents. Alors qu'elle tente d'abattre Susan, Karen est tuée par un sniper inconnu. Avec Nancy et Aldo, Susan accompagne Rayna afin de rencontrer son contact, qui est Lia, la femme ayant distrait Ford à Paris. Nancy crée une diversion lors d'un concert de 50 Cent en faisant croire qu'elle est une fan inconditionnel du rappeur, afin que Susan appréhende Lia. Mais en raison de l'intervention importune de Ford, qui aura multiplié les bourdes et les idioties de bout en bout tout au long de la mission - bien loin de ses précédentes vantardises auprès de Susan - Lia s'enfuit. Susan la poursuit avant d'entamer un combat avec cette dernière. Mais Lia est tuée par Fine, qui a truqué sa mort et est maintenant l'amant et associé de Rayna. Prisonnière aux côtés d'Aldo dans un bunker, Susan reçoit la visite de Fine, qui lui avoue qu'il a pour mission de gagner la confiance de Rayna afin de retrouver la valise et qu'il a abattu Karen. Susan et Aldo parviennent à s'échapper. Susan se rend dans le manoir de De Luca où il attend, aux côtés Fine et Rayna, Solsa Dudaiev, chef d'un groupe terroriste financé par Al-Qaïda et parvient à convaincre Rayna et De Luca de laisser Fine en vie. Dudaev donne à De Luca une valise pleine de diamants, tandis que Rayna va lui remettre l'arme nucléaire. C'est sans compter De Luca qui révèle ses intentions en tuant Dudaiev et ses sbires : il a l'intention de vendre l'appareil à un autre acheteur qui pourrait le faire entrer clandestinement à New York et éliminer les témoins gênants de la transaction. Quand tout à coup, Ford apparaît et les distrait, permettant à Susan de tuer ses hommes. De Luca s'échappe vers son hélicoptère avec l'arme et les diamants, mais Susan et Ford s'accrochent au train d'atterrissage, avant que Ford, qui se vantait une nouvelle fois de « gérer la situation », ne perdre piteusement prise et tombe dans le lac. Dans la lutte qui s'ensuit, Susan jette les diamants et l'arme dans un lac en contrebas. De Luca tente de tuer Susan, mais Nancy, dans un autre hélicoptère (où se trouve aussi à son bord le rappeur 50 Cent), lui tire dans le dos avant qu'il ne puisse la tuer. Il s'agrippe au collier de Susan – un cadeau de Fine — mais elle libère le sautoir et De Luca tombe de l'hélicoptère et meurt instantanément.
L'arme nucléaire est récupérée par la CIA et Rayna est arrêtée, mais devient amie avec Susan. Ford, à la surprise de Susan, la félicite pour son travail. Crocker dit à Susan qu'elle restera un agent de terrain et que sa prochaine mission l'amènera à Prague pour infiltrer un réseau de trafic de drogue. Fine invite Susan à dîner, mais elle opte plutôt pour une soirée avec Nancy. Le lendemain matin, Susan se réveille dans le lit à côté de Ford et crie, tandis que Ford prétend qu'elle « a aimé ».

## Fiche technique
- Titre original et français : Spy[1]
- Titre québécois : Espionne
- Titre de production : Susan Cooper[2]
- Réalisation et scénario : Paul Feig
- Musique : Theodore Shapiro
- Photographie : Robert D. Yeoman
- Direction artistique : Bence Erdelyi et Tom Brown
- Décors : Jefferson Sage décors de plateau par Kelly Berry et Csekfó Pál Tamás
- Costumes : Christine Bieselin Clark
- Son : Mac Ruth
- Montage : Melissa Bretherton et Brent White
- Production : Peter Chernin, Jenno Topping, Paul Feig et Jessie Henderson, Michele Colombo (pour Rome)
  - Production déléguée : Mike Larocca et John J. Kelly
  - Production exécutive : Howard Ellis et Adam Goodman (pour la Hongrie)
  - Production associée : Thane Campbell Watkins
- Sociétés de production : Chernin Entertainment et Feigco Entertainment
- Sociétés de distribution : 20th Century Fox (États-Unis et France) et Warner Bros. (Suisse)
- Pays de production :  États-Unis
- Langues originales : anglais, français, italien et allemand
- Format : couleur – 35 mm – 2,35:1 (Arri Alexa) – son Dolby Digital
- Genre : comédie, action, espionnage
- Durée : 120 minutes (130 minutes pour la version longue)
- Dates de sortie :
  - États-Unis : 5 juin 2015
  - France : 17 juin 2015

## Distribution

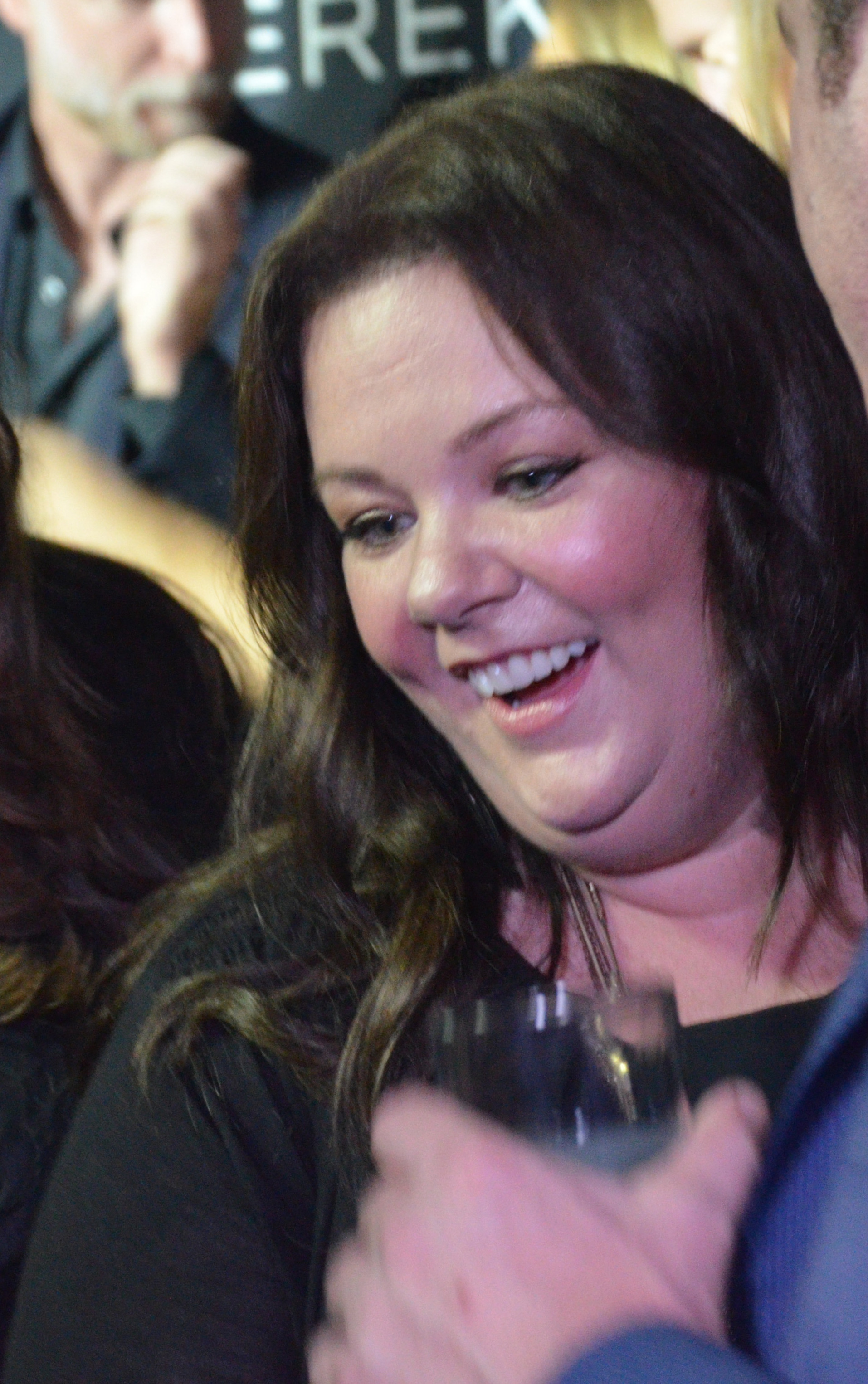
Melissa McCarthy interprète Susan Cooper.

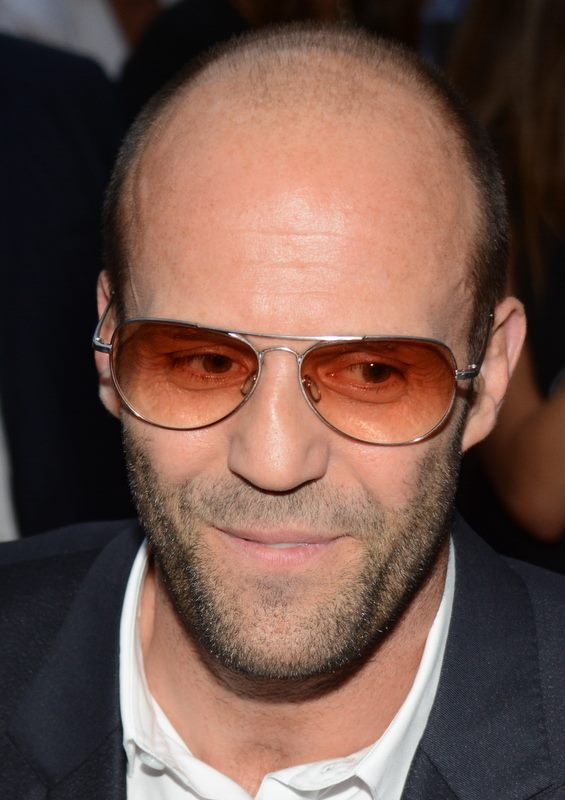
Jason Statham interprète Rick Ford.

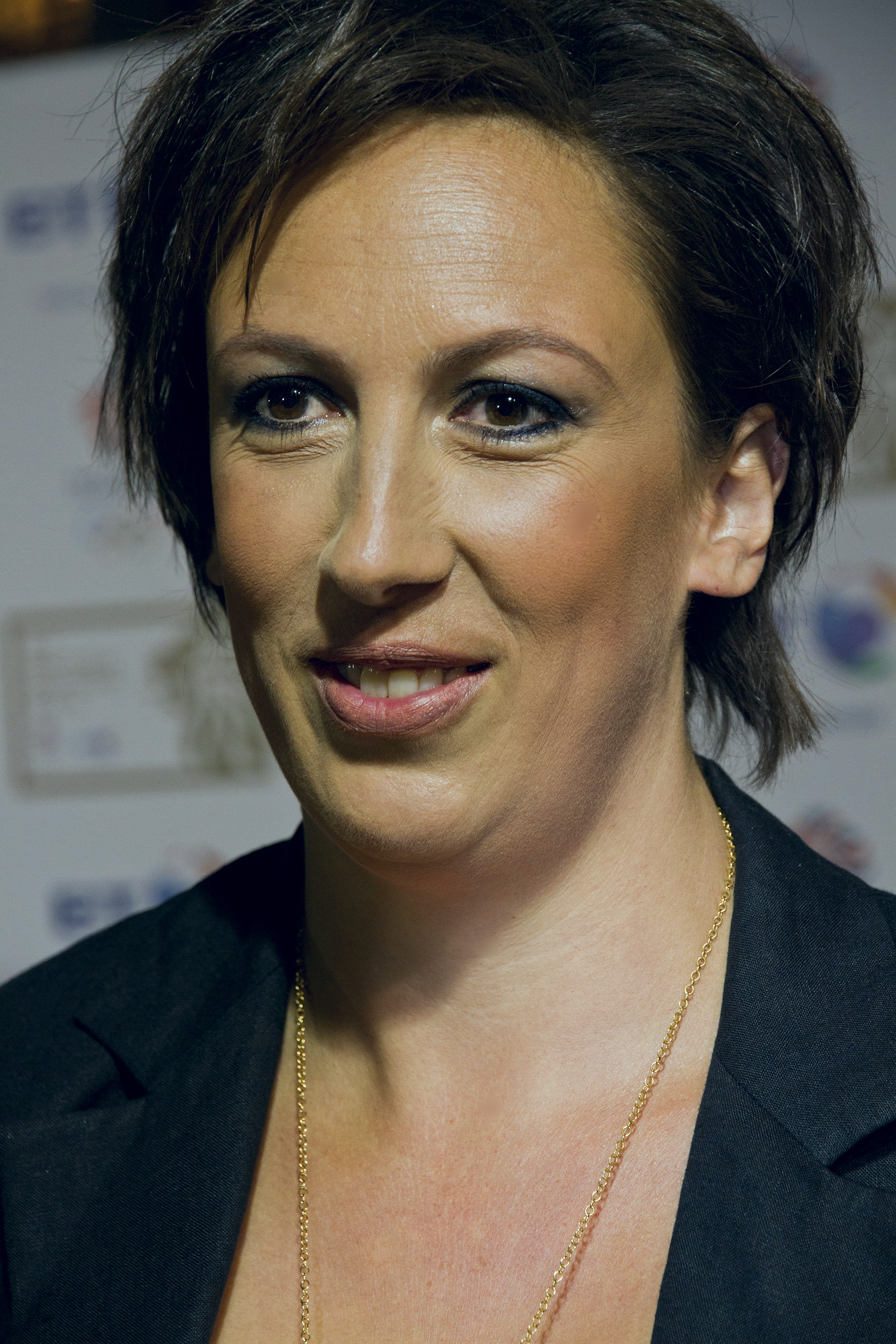
Miranda Hart interprète Nancy B. Artingstall.

- Melissa McCarthy (VF : Véronique Alycia ; VQ : Natalie Hamel-Roy) : Susan Cooper
- Rose Byrne (VF : Françoise Cadol ; VQ : Bianca Gervais) : Rayna Boyanov
- Jason Statham (VF : Boris Rehlinger ; VQ : Sylvain Hétu) : Rick Ford
- Miranda Hart (VF : Armelle Gallaud ; VQ : Mélanie Laberge) : Nancy B. Artingstall
- Jude Law (VF : Alexis Victor ; VQ : Martin Watier) : Bradley Fine
- Morena Baccarin (VF : Laurence Bréheret) : Karen Walker
- 50 Cent (VF : Diouc Koma) : lui-même
- Bobby Cannavale (VF : Jérémie Covillault ; VQ : Jean-François Beaupré) : Sergio De Luca
- Allison Janney (VF : Marie Vincent ; VQ : Claudine Chatel) : Elaine Crocker
- Nargis Fakhri (VF : Émilie Duchênoy) : Lia
- Peter Serafinowicz (VF : Michel Elias ; VQ : Marc-André Bélanger) : Aldo / Albert
- Jessica Chaffin (en) (VF : Céline Duhamel) : l'hôtesse du casino
- Verka Serduchka (VF : Bernard Alane) : lui-même
- Ben Falcone : le touriste
- Michael McDonald (VF : Bernard Alane) : Patrick
- Raad Rawi (VF : Féodor Atkine) : Tihomir Boyanov, le père de Rayna
- Will Yun Lee : Timothy Cress
- Richard Brake (VF : Philippe Duchesnay) : Solsa Dudaev
- Zach Woods : l'homme au nœud papillon violet

Sources et légendes : version française (VF) sur RS Doublage ; version québécoise (VQ) sur Doublage.qc.ca 

## Production

### Tournage
Le film a été tourné à Budapest et autour du lac Balaton. La capitale de la Hongrie sert également de doublure à Paris et à Rome. L'Opéra d'État hongrois accueille le Casino di Roma par exemple.
Melissa McCarthy s'est fêlé le crâne pendant le tournage.

## Accueil

### Accueil critique
Le site Allociné lui donne une moyenne de 3/5 à partir de l'interprétation de 20 critiques presse. Sur le site Metacritic, le film obtient un score de 75/100 basé sur 40 critiques.
Sur le site Rotten Tomatoes le film obtient une moyenne de 95% sur un base de 255 votes.

### Box-office
Spy prend la première place du box-office américain le week-end de sa sortie avec 29 085 719 $, avant d'être délogé d'une place le week-end suivant par Jurassic World avec un cumul de 56 550 930 $.
Au 16 juillet 2015, Spy a récolté 105 092 643 $ de recettes américaines et 221 492 643 $ au box-office mondial, dont 116 400 000 $ rien qu'à l'international.
En France, Spy a attiré 784 346 entrées. Il prend la troisième place du box-office français pour sa première semaine avec 249 389 entrées et reste les cinq semaines suivantes dans le top 20 hebdomadaire.

### Distinctions
Sauf indication contraire, les informations mentionnées dans cette section peuvent être confirmées par la base de données cinématographiques IMDb,  présente dans la section « Liens externes ».

#### Récompenses
- Empire Awards 2016 :
  - Meilleure comédie
- UFCA Award 2015 :
  - Meilleure actrice dans un second rôle pour Rose Byrne

#### Nominations
- Golden Globes 2016 :
  - Meilleur film musical ou de comédie
  - Meilleure actrice dans un film musical ou une comédie pour Melissa McCarthy
- Saturn Awards 2016 :
  - Meilleur film d'action ou d'aventures

## Autour du film

### Possibilités de suite
En mai 2015, dans une interview pour The Guardian, Paul Feig déclare qu'une suite est écrite, incluant l'agent Ford (Jason Statham),. En 2018, Feig explique que le studio de Spy produit également Kingsman et que leur intérêt pour des suites se reporte davantage sur cette série de films: "Ils sont sur le troisième film Kingsman, j'adore les films Kingsman, c'est le même studio. Ils ont gagné plus d’argent que nous, mais nous en avons quand même gagné". En 2019, Feig a expliqué que même si une suite de Spy pouvait encore se produire, "le studio n'avait manifesté encore aucun intérêt" pour le projet.